# Cryptolestes ugandae
Cryptolestes ugandae là một loài bọ cánh cứng trong họ Laemophloeidae. Loài này được Steel & Howe miêu tả khoa học năm 1955.